# Garnant
Garnant est une cité minière du pays de Galles située dans la vallée de la rivière Amman (en) dans le Carmarthenshire, au nord de Swansea.
Comme la ville voisine de Glanamman, Garnant a connu un boom économique lors de l'exploitation du charbon aux XIXe et XXe siècles, jusqu'à ce que la dernière grande mine ferme en 1936 et que le charbon n'est plus extrait que de façon intermittente.